# Prêmio Sharp de Música Brasileira de 1992
Lista dos vencedores do prêmio Sharp de música brasileira no ano de 1991.

## Categoria infantil
- Melhor disco: Rá-tim-bum Edu Lobo
- Melhor música: "Sexy Silvia" de Rosa Marya Colin

## Categoria regional
- Melhor arranjador:Chiquinho do Acordeon e Dominguinhos
- Melhor cantor: Dominguinhos
- Melhor cantora: Elba Ramalho
- Melhor disco: Rolando Boldrin
- Melhor dupla: Tonico e Tinoco
- Melhor grupo: Quinteto Violado
- Melhor música: "Paiaguas" de Rondon e Figar
- Revelação feminina:Daniela Mercury
- Revelação masculina: Milton Manhães

## Categoria canção popular
- Melhor arranjador:Nando Chagas e Baby Consuelo
- Melhor cantor: Fagner
- Melhor cantora: Jane Duboc
- Melhor disco: Roupa Nova Ao Vivo
- Melhor grupo: Roupa Nova
- Melhor música: "Pedras que Cantam" de Fagner
- Revelação feminina: Bonie
- Revelação masculina: Roberto Miranda

## Categoria samba
- Melhor arranjador:César Camargo Mariano Beth Carvalho
- Melhor cantor: Neguinho da Beija Flor
- Melhor cantora: Alcione
- Melhor disco: Beth Carvalho
- Melhor grupo: Fundo de Quintal
- Melhor música: "Presença de Noel" de Martinho da Vila
- Revelação feminina:Cris

## Categoria pop/rock
- Melhor arranjador:Cassiano
- Melhor cantor: Cassiano
- Melhor cantora: Rita Lee
- Melhor disco: Rita Lee de Rita Lee
- Melhor grupo: Os Paralamas do Sucesso
- Melhor música: "Grávida" de Marina
- Revelação feminina: Vange Leonel

## Categoria MPB
- Melhor arranjador: João Bosco
- Melhor cantor: Caetano Veloso
- Melhor cantora: Zizi Possi
- Melhor disco: Song Book Noel Rosa
- Melhor grupo: Nouvelle Cuisine
- Melhor música: "Itapuã" de Caetano Veloso
- Revelação feminina: Ana Cristina
- Revelação masculina: Totonho Villeroy

## Categoria especial
- Música do ano: "Grávida" de Marina
- Projeto visual: Caetano Veloso de Arthur Fróes
- Show do ano: Emílio Santiago - Tulio Feliciano

## Categoria clássico
- Melhor disco: Quarteto Bessler Reis

## Categoria instrumental
- Melhor arranjador: Wagner Tiso
- Melhor disco: Rafael Rabello Carlão
- Melhor solista: Paulo Moura
- Melhor música: "Cigano João" de Aquino
- Melhor revelação feminina:  Monique Aragão
- Melhor revelação masculina: Tato Mahfuz